# Derby de La Meije
Le Derby de la Meije est une course de ski freeride qui se déroule chaque année depuis 1989 dans les vallons sauvages de La Meije, sur la commune de La Grave, Hautes-Alpes, France, aux portes nord du Parc National des Écrins et a lieu chaque année le 1er vendredi d'avril.
À cette occasion, le petit village de La Grave est envahi de toutes sortes d'adeptes de la glisse en ski, télémark, monoski, snowboard et autres engins loufoques. Ce sont pas loin de 1 100 participants venant d'une trentaine de nations différentes qui se retrouvent sur les pentes des Vallons de la Meije depuis près de 34 ans.
Cette course n'a qu'une seule règle : c'est celui qui met le moins de temps entre la ligne de départ (Col de la Lauze, à 3 512 m) et la ligne d'arrivée (la Romanche, à 1 450 m, ou le plus bas possible en fonction des conditions) qui gagne. Depuis 1995, la course se termine au plus bas au lieu-dit Chal Vachère, à 1 844 m. 
Le choix des trajectoires est libre. Cette course permet de clore la saison d'hiver. Elle a été inscrite comme la principale course du trophée des Derbys jusqu'en 2015. 
C'est également une grande fête sur 3 jours (en semaine) avec concerts et ambiance garantie. 
Pour sa 27e édition, pas loin de 900 participants se sont élancés le 3 avril 2015 sous un soleil radieux. 
L'édition 2016, la 28e, du 2 avril est annulée en raison des mauvaises conditions météo. 
Les éditions 2020 et 2021 ont été annulées en raison de la situation sanitaire Covid-19. 
L'édition 2022 a été annulé le jour de la course pour cause de conditions climatiques ne permettent pas à l'hélicoptère des secours de décoller.
L'édition 2023 est officiellement annulé  pour des raisons d'organisation et sécurité. 
Le Derby de la Meije est à ce jour la course de ce type la plus importante de France de par le nombre de participants et le dénivelé proposé.

## Vainqueurs des précédentes éditions[4]
| Année | Scratch | Ski | Ski femme | Surf | Telemark | Mono Ski | Autres engins |
| ----- | --- | --- | --- | --- | --- | --- | --- |
| 1989  | Bruno Dupuis | | | | | | |
| 1990  | Serge Buisson | | | | | | |
| 1991  | Stéphane Tchiknavorian                                                                                              | | | | | | |
| 1992  | Stéphane Tchiknavorian                                                                                              | | | | | | |
| 1993  | Michel Lucatelli | | | | | | |
| 1994  | Michel Lucatelli | | | | | | |
| 1995  | Philippe Terretaz                                                                                                   | | | | | | |
| 1996  | Joann-m Mylius | | | | | | |
| 1997  | Denis Rey | | | | | | |
| 1998  | François Lamazouade                                                                                                 | | | | Yannick Boucherand                                                                                                  | | |
| 1999  | Fred Mazieres (Cantal Auvergne)                                                                                     | | | | Yannick Boucherand                                                                                                  | | |
| 2000  | Freddy Quenet | | | | Yannick Boucherand                                                                                                  | | |
| 2001  | Ludvik Valicek | | | | | | |
| 2002  | Stéphane Tchiknavorian                                                                                              | Stéphane Tchiknavorian                                                                                              | Claire Taillard | Olivier Hansen | Xavier Tissot | Xavier Duret | Ludovic Calamard |
| 2003  | Raphaël Ruffier-Lanche                                                                                              | Raphaël Ruffier-Lanche                                                                                              | Fra Cattelin | Frank Moranval | Albin Tissot | Xavier Duret | Patrick Berruyer |
| 2004  | Olivier Meynet | Olivier Meynet | Michelle Veron | Pierrick Courtial                                                                                                   | Sébastien Mayer | Xavier Duret | Hugues Castillan |
| 2005  | Olivier Meynet | Olivier Meynet | Caroline Meynet | Yann Michallet | Sébastien Mayer | Xavier Duret | Frank Coupat |
| 2006  | Raphaël Ruffier-Lanche                                                                                              | Raphaël Ruffier-Lanche                                                                                              | Giulia Monego | Sebastien Noguères                                                                                                  | Sébastien Mayer | Marc Bourdelle | Hugues Castillan |
| 2007  | Olivier Meynet | Olivier Meynet | Caroline Meynet | Pierre Meyer | Nicolas Aubert | Xavier Duret | Olivier Adrion |
| 2008  | Nicolas Anthonioz                                                                                                   | Nicolas Anthonioz                                                                                                   | Anne-Flore Aufrere                                                                                                  | Yann Michallet | Cyril Meynet | Xavier Duret | Hugues Castillan |
| 2009  | Nicolas Anthonioz                                                                                                   | Nicolas Anthonioz                                                                                                   | Sovrana Welf | Sebastien Noguères                                                                                                  | Sébatien Mayer-Figueras                                                                                             | Marc Bourdelle | Hugues Castillan |
| 2010  | Nicolas Anthonioz                                                                                                   | Nicolas Anthonioz                                                                                                   | Sovrana Welf | Michel Raynaud | Olivier Meynet | Sébastien Chadaud                                                                                                   | Hugues Castillan |
| 2011  | Jacques Chaudan | Jacques Chaudan | Caroline Meynet | Pierre Vaultier | Olivier Meynet | Xavier Duret | Hugues Castillan |
| 2012  | Nicolas Anthonioz                                                                                                   | Nicolas Anthonioz                                                                                                   | Caroline Meynet | Jean-Louis Saint-Arneault                                                                                           | Anthony Gombert | Xavier Duret | Frédéric François                                                                                                   |
| 2013  | Calt Lagier-Tourenne                                                                                                | Calt Lagier-Tourenne                                                                                                | Alicia Blanc | Michel Raynaud | Sébastien Mayer | Florian Letondeur                                                                                                   | Arnaud Adrion |
| 2014  | Olivier Meynet | Olivier Meynet | Caroline Meynet | jean-louis st-arneault                                                                                              | Sébastien Mayer | Xavier Duret | Hugues Castillan |
| 2015  | Olivier Meynet | Olivier Meynet | Caroline Meynet | Damien Donner | Cyril Meynet | Freddy Quenet | Hugues Castillan |
| 2016  | Course annulée, les conditions météo exécrables n'ont pas permis aux hélicoptères de sécurité de se rendre sur site | Course annulée, les conditions météo exécrables n'ont pas permis aux hélicoptères de sécurité de se rendre sur site | Course annulée, les conditions météo exécrables n'ont pas permis aux hélicoptères de sécurité de se rendre sur site | Course annulée, les conditions météo exécrables n'ont pas permis aux hélicoptères de sécurité de se rendre sur site | Course annulée, les conditions météo exécrables n'ont pas permis aux hélicoptères de sécurité de se rendre sur site | Course annulée, les conditions météo exécrables n'ont pas permis aux hélicoptères de sécurité de se rendre sur site | Course annulée, les conditions météo exécrables n'ont pas permis aux hélicoptères de sécurité de se rendre sur site |
| 2017  | Hugo Hericher | Hugo Hericher | Agathe Delarue | Joffrey Marcou | Cyril Meynet | Freddy Quenet | Olivier Adrion |
| 2018  | Charly Rolland | Charly Rolland | Caroline Meynet | Gabriel Bletton | Bertrand Clair | Freddy Quenet | Arnaud Adrion |
| 2019  | Seb Mayer | Seb Mayer | Hope Meyer | Noa Coutton-Jean | Aymeric Cloerec | Xavier Duret | Arnaud Adrion |
| 2020  | Course annulée, en raison de la situation sanitaire Covid-19                                                        | Course annulée, en raison de la situation sanitaire Covid-19                                                        | Course annulée, en raison de la situation sanitaire Covid-19                                                        | Course annulée, en raison de la situation sanitaire Covid-19                                                        | Course annulée, en raison de la situation sanitaire Covid-19                                                        | Course annulée, en raison de la situation sanitaire Covid-19                                                        | Course annulée, en raison de la situation sanitaire Covid-19                                                        |
| 2021  | Course annulée, en raison de la situation sanitaire Covid-19                                                        | Course annulée, en raison de la situation sanitaire Covid-19                                                        | Course annulée, en raison de la situation sanitaire Covid-19                                                        | Course annulée, en raison de la situation sanitaire Covid-19                                                        | Course annulée, en raison de la situation sanitaire Covid-19                                                        | Course annulée, en raison de la situation sanitaire Covid-19                                                        | Course annulée, en raison de la situation sanitaire Covid-19                                                        |
| 2022  | Course annulée, en raison des mauvaises conditions météo                                                            | Course annulée, en raison des mauvaises conditions météo                                                            | Course annulée, en raison des mauvaises conditions météo                                                            | Course annulée, en raison des mauvaises conditions météo                                                            | Course annulée, en raison des mauvaises conditions météo                                                            | Course annulée, en raison des mauvaises conditions météo                                                            | Course annulée, en raison des mauvaises conditions météo                                                            |
| 2023  | Course annulée, en raison des mauvaises conditions météo                                                            | Course annulée, en raison des mauvaises conditions météo                                                            | Course annulée, en raison des mauvaises conditions météo                                                            | Course annulée, en raison des mauvaises conditions météo                                                            | Course annulée, en raison des mauvaises conditions météo                                                            | Course annulée, en raison des mauvaises conditions météo                                                            | Course annulée, en raison des mauvaises conditions météo                                                            |
| 2024  | Baptiste Jay | Baptiste Jay | Mina Quenet | Lionel Bonnafoux | Yann Paraz | Freddy Quenet | François Palhol |